# Friedrich Kaden
Friedrich Kaden (* 2. Juni 1928 in Großschirma; † 4. Oktober 1993) war ein deutscher Lehrer und Schulleiter in Sachsen. Als Sachbuchautor verfasste er auch populärastronomische Bücher für Kinder.

## Leben

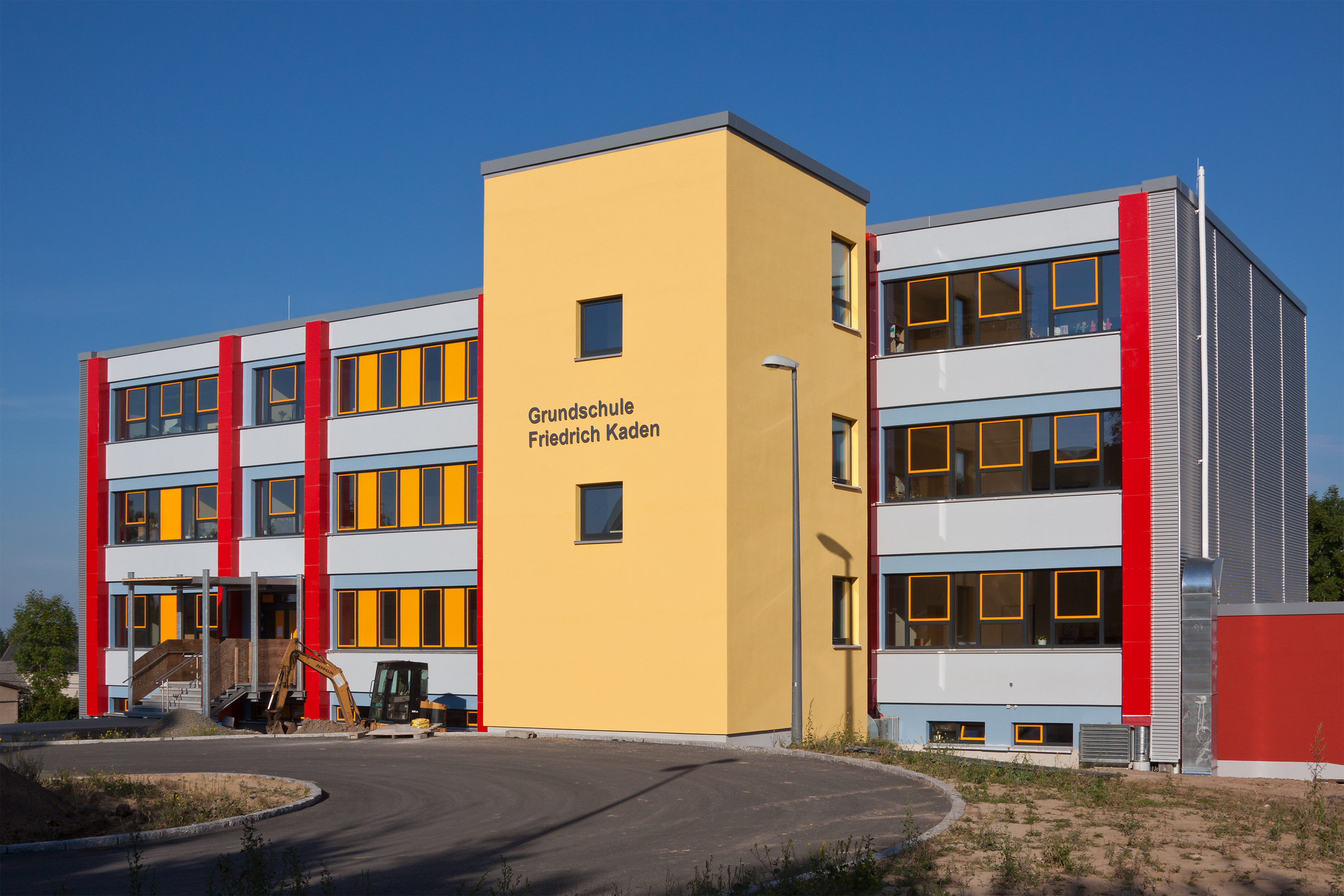
Grundschule „Friedrich Kaden“ in Großschirma

Friedrich Kaden besuchte die Mittelschule in Freiberg. 15-jährig wurde er als Luftwaffenhelfer eingesetzt. Nach dem Zweiten Weltkrieg begann er, als Neulehrer zu arbeiten, zunächst in Naundorf, dann in Hilbersdorf und ab 1952 in Großschirma. Er unterrichtete alle Fächer, legte die 1. und 2. Lehrerprüfung ab und absolvierte ein Fernstudium für die Fächer Deutsch und Mathematik. An der Pädagogischen Hochschule Dresden erwarb er die Lehrbefähigung für das Fach Astronomie, das er später in Freiberg als Fachberater betreute. Von 1967 bis 1978 wirkte er als Direktor der Schule in Großschirma.
In den 1970er Jahren begann Friedrich Kaden, Sachbücher für Kinder zu schreiben. Im Jahr 1985 wurde er in den Schriftstellerverband der DDR aufgenommen, 1991 in den Verband deutscher Schriftstellerinnen und Schriftsteller. Die Grundschule in Großschirma wurde 2011 nach ihm benannt.

## Veröffentlichungen
- Wieviel Sterne hat der Große Bär? Wir beobachten den Sternhimmel. Kinderbuchverlag, Berlin 1974, DNB 760174768.
- Weltall, Sterne und Planeten (Reihe Mein kleines Lexikon.) Kinderbuchverlag, Berlin 1976, DNB 770711014.
- Rund um die Astronomie. Kinderbuchverlag, Berlin 1980, DNB 810662043.
- Bergbau, Erz und Kohle (Reihe Mein kleines Lexikon.) Kinderbuchverlag, Berlin 1982, DNB 830428267.
- Kleine Geschichte der Mathematik. Kinderbuchverlag, Berlin 1985, DNB 860174549.